# Бассейн Днепра
Бассейн Днепра — водосборный бассейн реки Днепр, общей площадью 531 817 км², из которых 289 000 км² расположены на территории Украины. На долю бассейна приходится около 80 % всех водных ресурсов страны.
Водосборная область Днепра граничит с бассейном Волги на северо-востоке, с бассейном реки Северский Донец на востоке, а также с несколькими небольшими водосборными территориями, впадающими в Азовское море на юго-востоке. Южная граница бассейна проходит вдоль водосборов, стекающих в Чёрное море. В районе города Херсон река впадает в Чёрное море через Днепро-Бугский лиман. На юго-западе бассейн граничит с водосборной областью Южного Буга, которая частично входит в систему бассейна Днепра. Западная часть водосборной зоны соприкасается с бассейном реки Висла, а на северо-западе — с бассейнами рек Неман и Западная Двина.
Крупнейшими реками бассейна являются сам Днепр (2201 км), его притоки Десна (1130 км) и Припять (761 км). В пределах бассейна насчитывается 15 380 малых рек, что составляет около 25 % от их общего количества в Украине. Общая длина этих водотоков — 67 156 км, из них 13 998 рек имеют протяжённость более 10 км, суммарной длиной 35 041 км.
Из давно заселённых основных украинских земель только Галичина, западная часть Волынской земли и Закарпатья находятся за пределами Днепровского бассейна.
Водный режим Днепра характеризуется выраженным весенним половодьем, летней меженью с эпизодическими паводками, стабильным осенним повышением уровня воды и зимним меженным периодом. Более 48 % площади водосборной территории реки находится в пределах Украины.
Климатические условия бассейна изменяются по мере его протяжённости. Верхняя часть расположена в зоне лесов с достаточным увлажнением, средняя — в лесостепной зоне с неустойчивым увлажнением, а нижняя — в степной зоне с недостаточным увлажнением. Питание реки смешанное: в верховьях преобладает снеговое (около 50 %), на долю дождевого и подземного приходится около 20 и 30 % соответственно. В степной части доля снегового питания увеличивается до 85—90 %, подземного — снижается до 10—15 %, при практически полном отсутствии дождевого.
Основной объём годового стока (около 80 %) формируется в верхней части бассейна, где осадки значительно превышают испарение. Существенную долю стока обеспечивают притоки: верхний Днепр с Березиной и Сожем дают около 35 % общего объёма, Припять — 26 %, Десна — 21 %. Среднегодовой объём стока вблизи Киева составляет около 43,4 млрд м³ (1370 м³/с), а в устье — 53,5 млрд м³ (1700 м³/с).